# 王橋 (萬曆進士)
王橋（1543年—？），字崇志，直隸應天府上元縣人，民籍，明朝政治人物。

## 生平
隆慶四年（1570年）庚午科應天鄉試第一百六名舉人，萬曆二年（1574年）中式甲戌科會試第一百八十六名，二甲第五十五名進士。授刑部主事，九年十一月往廣東恤刑。歷升郎中，十一年二月升雲南副使，以擒岳凤、罕虔功，十二年九月受到奖赏。十四年二月升江西參政，改浙江參政，十六年二月升雲南按察使，降为雲南右參政，二十一年九月升福建按察使，二十三年五月升雲南右布政使，二十五年八月升貴州左布政使。

## 家族
曾祖王晟；祖父王鉉；父王清，母毛氏。永感下。